# ITF NH NongHyup Goyang Women's Challenger Tennis 2011
L'ITF NH NongHyup Goyang Women's Challenger Tennis 2011 sono stati un torneo di tennis facente parte della categoria ITF Women's Circuit nell'ambito dell'ITF Women's Circuit 2011. Il torneo si è giocato a Goyang in Corea del Sud dal 16 al 22 maggio 2011 su campi in cemento e aveva un montepremi di $25,000.

## Vincitori

### Singolare
Chanel Simmonds ha battuto in finale  Lee Ye-ra con il punteggio di 6(9)–7, 6–1, 7–6(3)

### Doppio
Kim Ji-young /  Yoo Mi hanno battuto in finale  Kim Kun-hee /  Yu Min-hwa con il punteggio di 6–2, 6–4